# Amblyraja badia
Amblyraja badia és una espècie de peix de la família dels raids i de l'ordre dels raïformes.

## Morfologia
- Els mascles poden assolir 86 cm de longitud total i les femelles 100.[2][3]

## Reproducció
És ovípar i les femelles ponen càpsules d'ous, les quals presenten com unes banyes a la closca.

## Hàbitat
És un peix marí i d'aigües profundes que viu entre 1.061-2.322 m de fondària.

## Distribució geogràfica
Es troba al Canadà, el Japó i Panamà.

## Observacions
És inofensiu per als humans.